# Аргали
Аргали (лат. Ovis ammon) је сисар из рода Ovis. 

## Подврсте
Тренутно је признато 9 подврста аргалија:
- Алтајски аргали
 (Ovis ammon ammon)
- Казахстански аргали
 (Ovis ammon collium)
- Гобијски аргали
 (Ovis ammon darwini)
- Тибетски аргали
 (Ovis ammon hodgsoni)
- Северно кинески аргали
 (Ovis ammon jubata)
- Тјаншански аргали
 (Ovis ammon karelini)
- Каратајски аргали
 (Ovis ammon nigrimontana)
- Памирски аргали
 (Ovis ammon polii)
- Кизилкумски аргали
 (Ovis ammon severtzovi)

## Распрострањење
Врста је присутна у Авганистану, Индији, Казахстану, Кини, Киргистану, Монголији, Непалу, Пакистану, Русији, Таџикистану и Узбекистану.

## Станиште
Аргали има станиште на копну.

## Угроженост
Ова врста дивље овце је на нижем степену опасности од изумирања, и сматра се скоро угроженим таксоном.

### Популациони тренд
Популација аргалија се смањује, судећи по расположивим подацима.